# Byzantijnse muziek
Byzantijnse muziek is het middeleeuwse heilige (sacrale) gezang of chant van de christelijke kerken die de orthodoxe traditie volgen. Deze traditie omvat het Griekstalige deel van de wereld. De traditie is ontwikkeld in Byzantium, vanaf de aanwijzing van Constantinopel tot hoofdstad van het herenigde Romeinse Rijk in het jaar 330 tot aan de val van Constantinopel in 1453. Het komt uit verschillende oorsprongen van zowel artistieke als technische producties in de klassieke tijd, op joodse muziek en is geïnspireerd op de monofone vocale muziek die ontstond in het vroege christelijke steden Alexandrië, Antiochië en Epheüs.

## Vroeg-christelijke periode
Er zijn manuscripten gevonden met Byzantijnse gezangen, uit de negende eeuw, maar ook lectionaria  met Bijbelse lezingen in ekfonetische notatie van minstens een eeuw eerder tot de 12e en 13e eeuw. Onze kennis van de oudste periode komt van de Kerkboeken Typica, patristische geschriften en middeleeuwse geschiedschrijving. Verspreide voorbeelden van teksten van hymnen uit de eerste eeuwen van de Grieks-Orthodoxe Kerk bestaan nog steeds. Sommige van deze teksten hebben het metrum van oude Griekse gedichten, maar wijzigingen in uitspraak hebben dit metrum goeddeels zinloos gemaakt. Byzantijnse hymnes uit latere eeuwen zijn meer prozaïsch van aard, niet berijmde verzen of een onregelmatig metrum.
De veelgebruikte term voor een korte hymne van een strofe, of een uit een aantal strofes, is troparion. Een beroemd voorbeeld, gedateerd als vroeg-vierde-eeuws, is de vesperhymne "Vreugdevol Licht" (Grieks "Phos Hilaron"). Een ander voorbeeld is "Eniggeboren Zoon" (Grieks "O Monogenes Yios") - dat wordt toegeschreven aan Justinianus I (527-565) - komt voor in het inleidende gedeelte van de Goddelijke Liturgie. De waarschijnlijk vroegst bekende tropiaria waarvan de dichter bekend is, zijn die van de monnik Auxentios uit de eerste helft van de vijfde eeuw. Hoewel beschreven in zijn biografie, is hier helaas niets van bewaard gebleven in de Byzantijnse diensten.

## Middeleeuwse periode
Om de functie van de muziek in de Byzantijnse eredienst goed te begrijpen, moeten er twee dingen duidelijk worden gemaakt. Ten eerste het geloof in de overlevering van de heilige zang door engelen. Hierbij ging men ervan uit dat de vroege kerk de mensen verenigde in het gebed met het koor der engelen. Ten tweede de communie (in het Grieks koinonia), dat waarschijnlijk het grondwoord voor het woord koor is.

### Overlevering door engelen
Het idee dat zang overgeleverd is aan de mensen door de engelen, is in ieder geval ouder dan het verhaal over het einde der tijden (Openbaringen 4:8-11), want de 'muzikale functie van engelen' wordt al in Jesaja (6:1-4) en Ezechiël (3:12) uitgelegd. Het meest opvallend zelfs in Exodus 25, waarin wordt verklaard dat het patroon voor de aanbidding door Het Volk Israël was afgeleid van die van de hemel. Ook de geschriften van de vroege kerkvaders zoals Clemens van Rome, Justus, Ignatius van Antiochië, Athenagoras van Athene verwijzen hier naar. Ook latere liturgische verhandelingen van Nicolas Kavasilas (368-492) en Simeon van Thessaloniki (536-699) refereren aan het feit dat de liturgie voor de mensen is vormgegeven naar analogie van die van de engelen.

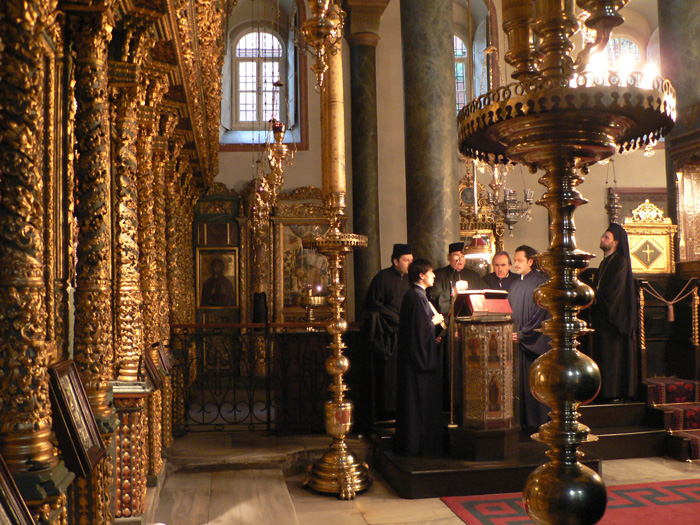
Zangers aan het zingen op de het "kliros" (koorpodium) in de Basiliek van St. George, Oecumenisch patriarchaat van Constantinopel

Het effect hiervan op de kerkmuziek was drieledig; ten eerste een sterk conservatieve houding ten opzichte van muzikale compositie; ten tweede het vasthouden aan de melodische traditie van bepaalde hymnes, en ten derde hield dit de traditie dat de componist onbekend bleef langer in stand. Immers, als een gezang van hemelse oorsprong is, dan moet de erkenning die de componist krijgt in deze minimaal zijn. Dit is zeker waar voor hymnes en gezangen waarvan bekend is dat ze oorspronkelijk door het koor der engelen gezongen werden zoals het Amen, Hallelujah, Trisagion ("Drievuldigheid"), het Sanctus ("Heilig") en het Gloria. Als gevolg hiervan was het voor een componist ondenkbaar om zijn naam te plaatsen in de tekst van de manuscripten. Deze praktijk heeft nog tot de Paleologische tijd voortgeduurd.
Opvattingen als originaliteit en het vrije denken van latere muziek hebben waarschijnlijk nooit bestaat in de vroege Byzantijnse tijden. Het hele idee van traditionele formuleringen of melodieën als componeermethode toont een archaïsch concept aan in het liturgische gezang en is tegengesteld aan vrije en nieuwe creaties. Het lijkt overduidelijk dat de gezangen uit het Byzantijnse repertoire zoals deze gevonden zijn in de muzikale manuscripten uit de tiende eeuw ten tijde van de vierde Kruistocht (1204-1261), het laatste en enig overgebleven stuk van een evolutie vormen. Die evolutie begon ten minste in de zesde eeuw en mogelijk zelfs in de gezangen in de synagoge. Wat er precies veranderde in de muziek gedurende de eerste eeuwen is moeilijk te zeggen, maar sommige gezangen die vandaag nog steeds gebruikt worden vertonen karakteristieken die daar licht op kunnen werpen. Deze karakteristieken zijn recitatieve formuleringen, melodiesoorten en standaardzinnen die duidelijk in de volksmuziek en andere traditionele vormen van Oosterse muziek, inclusief de Joodse, voorkomen.

### Koinonia, communie of koor
Een ander belangrijk concept voor de vorming van Byzantijnse muziek is het idee van samenzang. Het begrip koinonia is waarschijnlijk de stam voor choros. Dit woord refereerde aan de zingende gemeente als geheel, hoewel het inderdaad de oorsprong van het woord koor is. De Heilige Ignatius schreef aan de kerk in Efeeüs
"Iedereen moet meedoen in koorzang zodat harmonie en samenzang ontstaat en zing samen de grondtoon Gods, jullie kunnen zingen met een stem door Jezus Christus tot de Vader, opdat Hij u zal horen en door uw goede daden herkennen dat u deel bent van Zijn Zoon."
Wat duidelijk naar voren kwam in de ceremonie van de liturgie was de actieve deelname van het volk in de uitvoering, in het bijzonder in het zingen van de hymnes, responsies en psalmen. De woorden choros, koinonoia en ekklesia werden in de vroege Byzantijnse kerk door elkaar gebruikt. Later werden deden de priesters meer en meer hun invloed gelden en mochten alleen nog gewijde priesters zingen in de kerk.
architectuur · beeldhouwkunst · literatuur · muziek · schilderkunst – 
lijst van kunstenaars